# Konstantinos Papadopoulos
Konstantinos Papadopoulos (* 25. Mai 1983) ist ein ehemaliger griechischer Gewichtheber.

## Karriere
Papadopoulos nahm 2001 noch im Juniorenalter zum ersten Mal an Weltmeisterschaften teil und erreichte den elften Platz in der Klasse bis 85 kg. 2002 gewann er sowohl bei den Junioren-Europameisterschaften als auch bei den Junioren-Weltmeisterschaften die Bronzemedaille. Bei den Aktiven wurde er im selben Jahr bei den Weltmeisterschaften Achter in der Klasse bis 94 kg. Nach einer längeren Pause startete er international erst 2005 wieder und wurde bei den Europameisterschaften Zwölfter. 2007 erreichte er bei den Weltmeisterschaften den fünften Platz. Bei einer Trainingskontrolle 2008 wurde Papadopoulos wie auch zehn weitere Mitglieder der griechischen Nationalmannschaft positiv getestet und anschließend für zwei Jahre gesperrt.